# Stemmatosteres apterus
Stemmatosteres apterus är en stekelart som beskrevs av Timberlake 1918. Stemmatosteres apterus ingår i släktet Stemmatosteres och familjen sköldlussteklar.
Artens utbredningsområde är Uruguay. Inga underarter finns listade i Catalogue of Life.